# Sächsische Dampfschiffahrt
Die Weiße Flotte Sachsen GmbH (Eigenschreibweise WEIßE FLOTTE SACHSEN; auch Sächsische Dampfschifffahrt) ist ein deutsches Schifffahrtsunternehmen und Betreiber von Fahrgastschiffen mit Sitz in Dresden. Es ist mit ihren neun historischen Schaufelraddampfern die älteste und größte Raddampferflotte der Welt. Befahren wird die Elbe zwischen Diesbar-Seußlitz und Bad Schandau, gelegentlich auch bis Ústí nad Labem in Tschechien. Nach Insolvenz wurde die ehemalige Sächsische Dampfschiffahrts GmbH & Co. Conti Elbschiffahrts KG 2020 vom Schweizer Unternehmen United Rivers aufgekauft.

## Geschichte

### Überblick

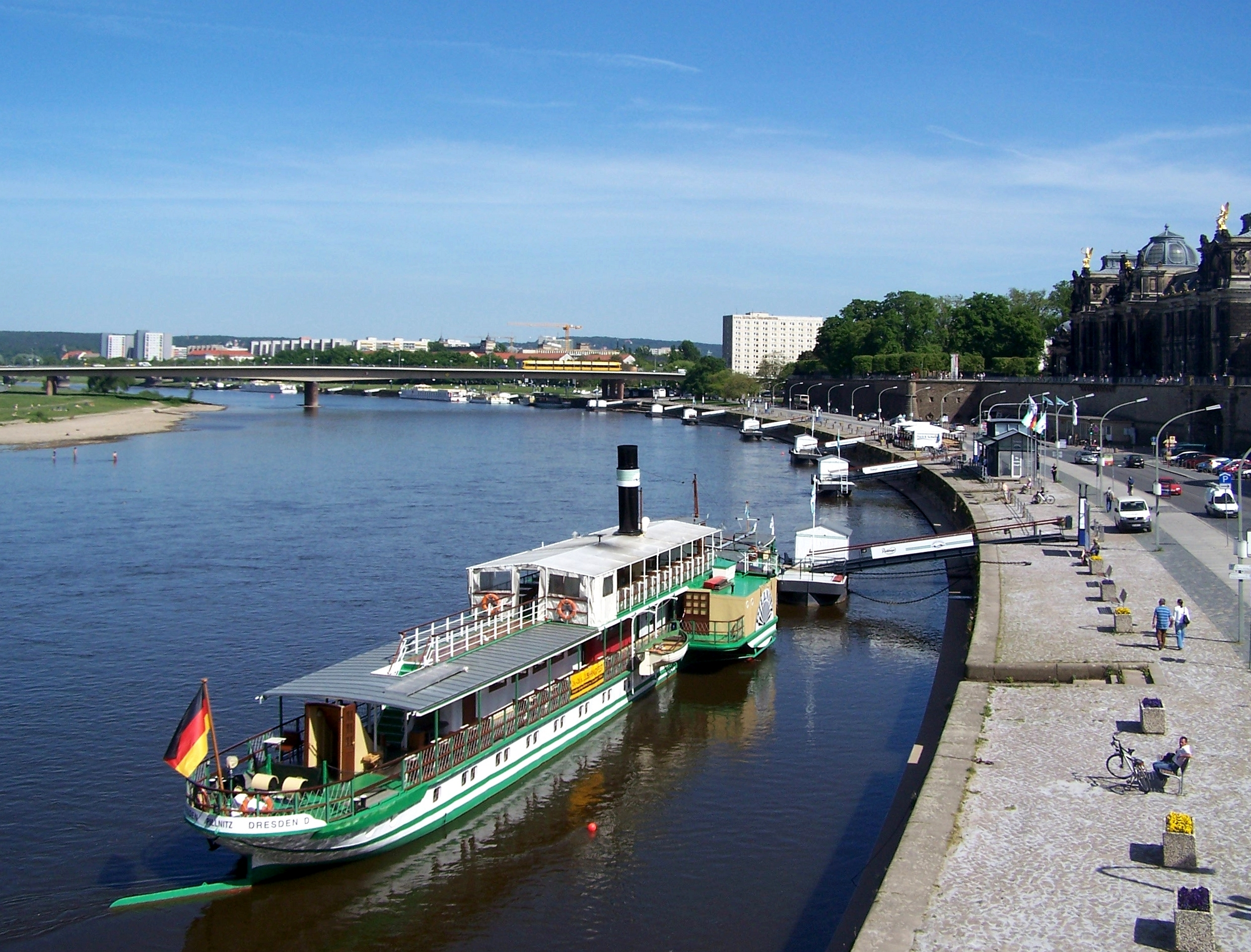
PD Pillnitz an den Anlegestellen am Terrassenufer unterhalb der Brühlschen Terrasse

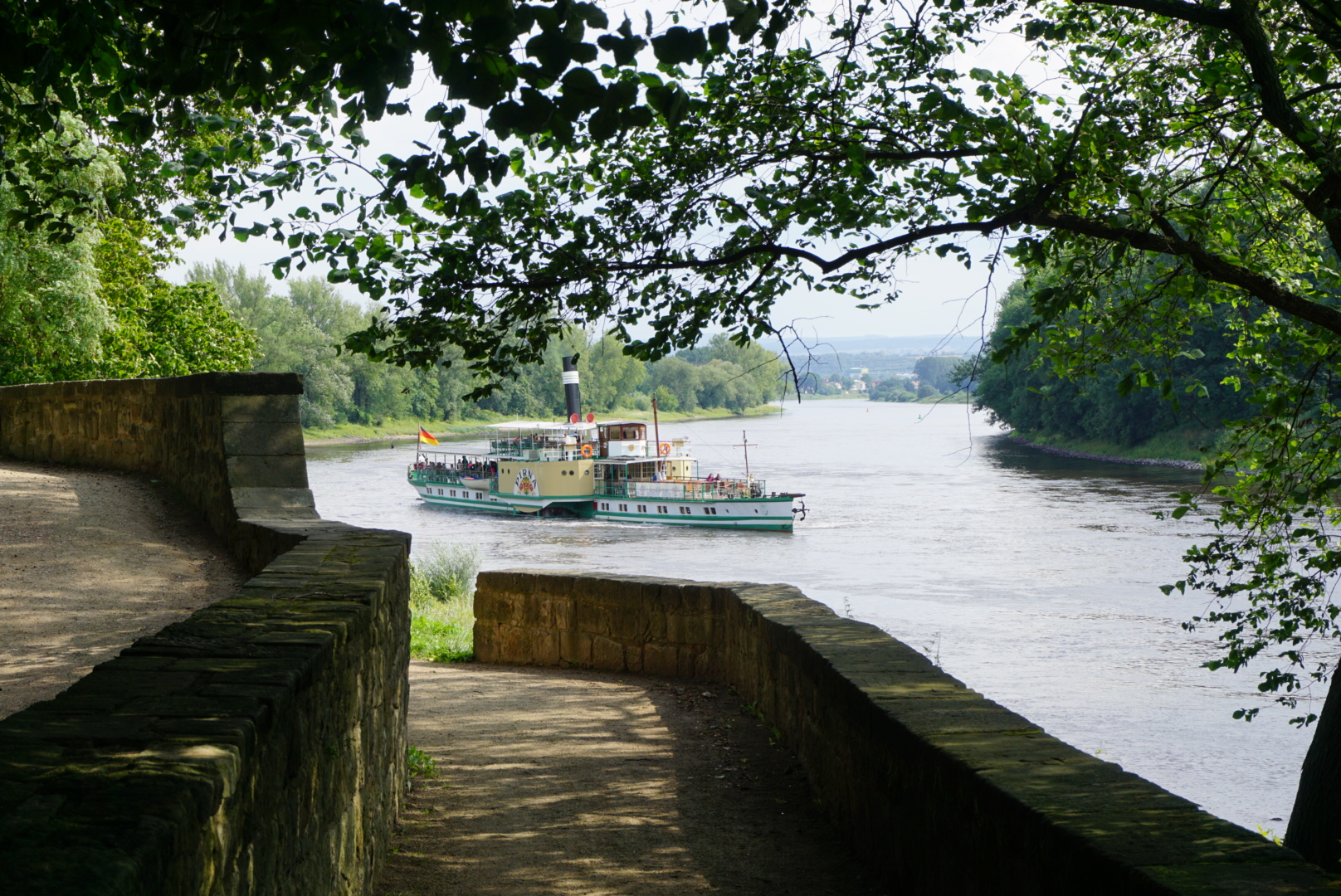
PD Pirna auf Höhe Pillnitz

Die Schifffahrt mit Dampfern auf der Oberelbe begann im Jahr 1835, als ein Heckraddampfboot von Heinrich Wilhelm Calberla (1774–1836), Besitzer der Calberlaschen Zuckersiederei, am 7. Mai 1835 von Hamburg kommend mit zwei Kähnen im Schlepp in Dresden eintraf. Das hölzerne Schiff war 1833 vom Schiffbauer Schinke in Krippen erbaut worden. Danach wurde es nach Hamburg überführt und im Jahr 1834 vom Mechaniker Lipperts mit einer englischen Dampfmaschine mit einer Leistung von 75 PS ausgerüstet. Im Winter 1834/35 wurden Probefahrten auf der Unterelbe absolviert. Nach der Fahrt von Hamburg nach Dresden führte Calberla bis 1837 weitere Fahrten durch. Dann stellte er aufgrund der Konkurrenzsituation den Betrieb des Schiffes ein und beteiligte sich als Aktionär an der Elbdampfschiffahrts-Gesellschaft. Vor dem Antrag Calberlas vom 19. Juli 1833 gab es mehrere Gesuche an den sächsischen König, um mit Dampfschiffen die Segelschiffe und Treidelschiffe abzulösen. Das erste Gesuch des Dresdner Kaufmanns Friedrich Wilhelm Schaff vom 6. November 1815 wurde wie auch die Gesuche des Dresdner Bürgers Karl Knab vom 26. März und 12. Juli 1824, das Gesuch von Johann Andreas Schubert vom 7. Juni 1833 und das Gesuch des Hoforgelbauers Johann Andreas Uthe vom 12. August 1833 abgelehnt.

### Elbdampfschiffahrts-Gesellschaft, gegründet 1836
Auf Anregung der Dresdner Kaufleute Benjamin Schwenke und Friedrich Lange wurde am 16. März 1836 an die sächsische Regierung ein Antrag zum Betreiben der Dampfschifffahrt auf der Elbe eingereicht. Am 25. März 1836 gründete sich in der konstituierenden Sitzung die Elbdampfschiffahrts-Gesellschaft, der neben den beiden Kaufleuten zwölf weitere Bürger angehörten. Bis zum 5. Mai 1836 wurden 1500 Aktien zum Nennwert von jeweils 100 Talern gezeichnet. Am 8. Juli 1836 erteilte König Friedrich August II. von Sachsen der Gesellschaft das Privileg zur Dampfschifffahrt im Königreich Sachsen für die Zeit von fünf Jahren. Bedingung war die Aufnahme des Schiffsverkehrs innerhalb eines Jahres.
Parallel dazu wurde Johann Andreas Schubert, Professor für Mathematik und Mechanik an der Technischen Bildungsanstalt Dresden, im Jahr 1836 Direktor des neugegründeten Dresdner Actien Maschinenbau-Vereins. Schubert, der die Dampfschifffahrt auf der Seine kennengelernt hatte, konstruierte die ersten Dresdner Dampfschiffe, die unter seiner Leitung auf der Vogelwiese am Johannstädter Elbufer gebaut wurden. Im Jahr 1837 lief mit der Königin Maria das erste deutsche Personendampfschiff vom Stapel, dessen erste öffentliche Fahrt vom Packhof an der Marienbrücke nach Meißen führte.

### Königlich privilegierte Sächsische Dampfschiffahrts-Gesellschaft, ab 1839
Ab 1839 firmierte die Gesellschaft unter dem Namen Königlich privilegierte Sächsische Dampfschiffahrts-Gesellschaft und das bisher auf fünf Jahre begrenzte Privileg wurde bis 1849 verlängert. In der Folge fuhren die Schiffe nach Riesa, Meißen und Tetschen. Ab 1845 wurde dann bis Aussig gefahren. Im Jahr 1846 wurde die Strecke bis Leitmeritz und ab 1847 bis Melnik erweitert. Der böhmische Konkurrent Andrews/Ruston hatte ab 1842 das Privileg zur Schifffahrt von Prag bis zur sächsischen Grenze. Dennoch fuhren die Schiffe unter der Bezeichnung K. K. priv. Elbe-Dampfschiffahrt von Prag nach Dresden. Offensichtlich wurde die Strecke von der sächsischen Grenze bis Dresden im gegenseitigen Einvernehmen der beiden Gesellschaften von der Bohemia befahren. Ab Sommer 1845 organisierte das Tochterunternehmen K. K. priv. Dampfschiffahrt die Fahrten von Dresden nach Prag. Erst mit der Indienststellung der Germania 1846 und der Übernahme der Saxonia von der K. S. Elb-Dampfschiffahrt im Jahr 1848 wurden die beiden böhmischen Schifffahrtsgesellschaften zu ernsten Konkurrenten.
Nach Veröffentlichungen im Journal des Österreichischen Lloyd vom 19. März und 24. Mai 1846 sowie der Deutschen Allgemeinen Zeitung vom April 1846 waren folgende Dampfboote bei der Konkurrenz der Sächsischen priv. Dampfschiffahrts-Gesellschaft im Einsatz:
|               | Bohemia                                | Germania                               | Saxonia          |
| ------------- | -------------------------------------- | -------------------------------------- | ---------------- |
| Baujahr & Ort | 1840/41 in Prag Karolinenthal (Karlín) | 1845/1846 Schiffbauplatz Obříství      | 1845/46 in Riesa |
| Hersteller    | Ruston & Andrews (Prag, Schiffseigner) | Ruston & Andrews (Prag, Schiffseigner) | k. A.            |
| Antrieb       | Niederdruckmaschine von 30 PSn         | Niederdruckmaschine von 30 PSn         | 45 PSn           |
| Länge         | 120 Fuß (w) (37,93 m)                  | 142 Fuß (40,21 m)                      | k. A.            |
| Breite        | 15,5 Fuß (w) (4,90 m)                  | 16 Fuß (4,53 m)                        | k. A.            |
| Tiefgang      | 16,5 Zoll (w) (43,00 cm)               | 17 Zoll (40,00 cm)                     | k. A.            |

| Name               | Zeitraum  |
| ------------------ | --------- |
| Friedrich Liebisch | 1837–1841 |
| Bernhard Buzzi     | 1841–1849 |

### Sächsisch-Böhmische Dampfschiffahrts-Gesellschaft (SBDG), 1849–1922

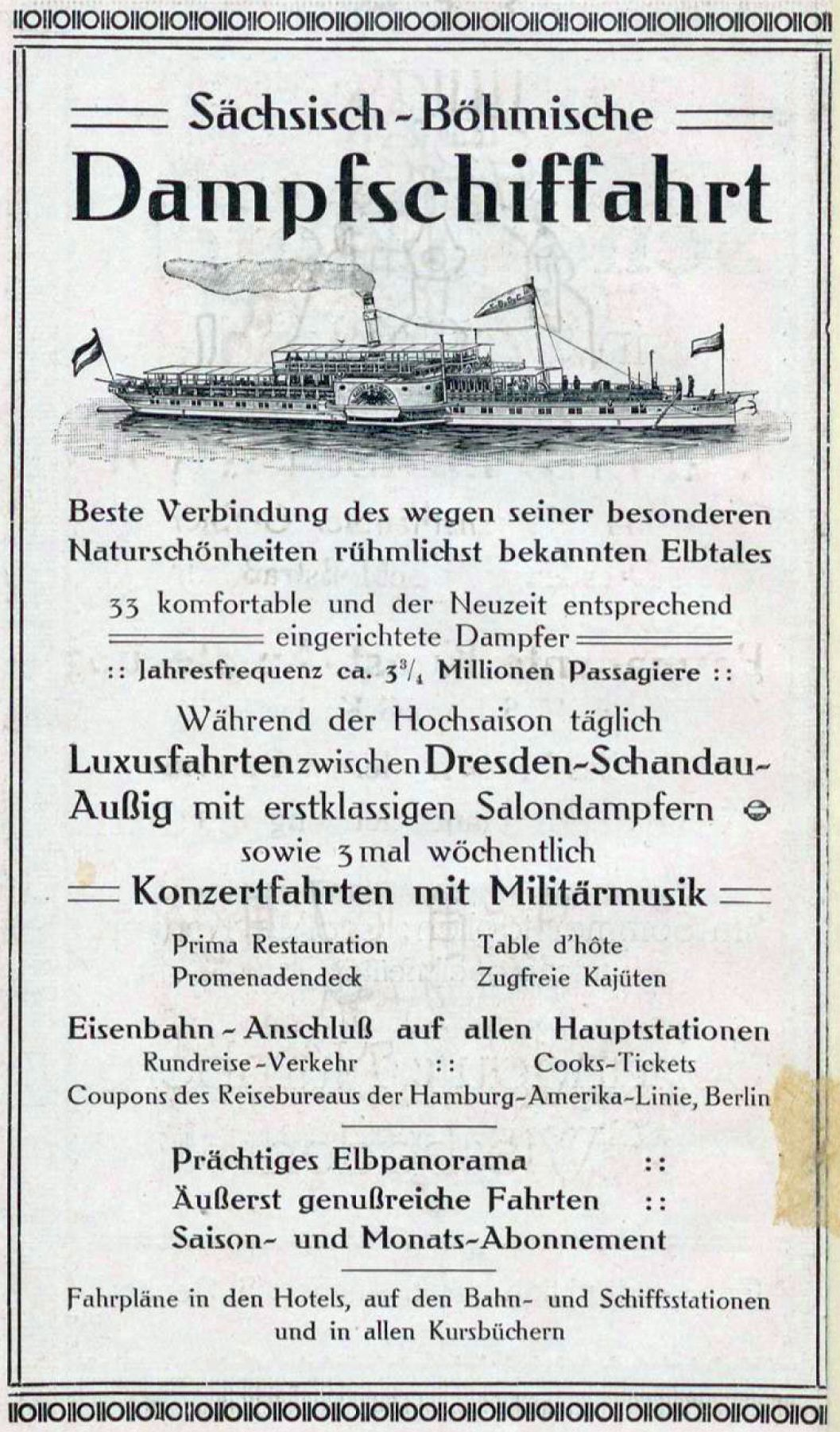
Anzeige für die Sächsisch-Böhmische Dampfschiffahrt (1913/14)

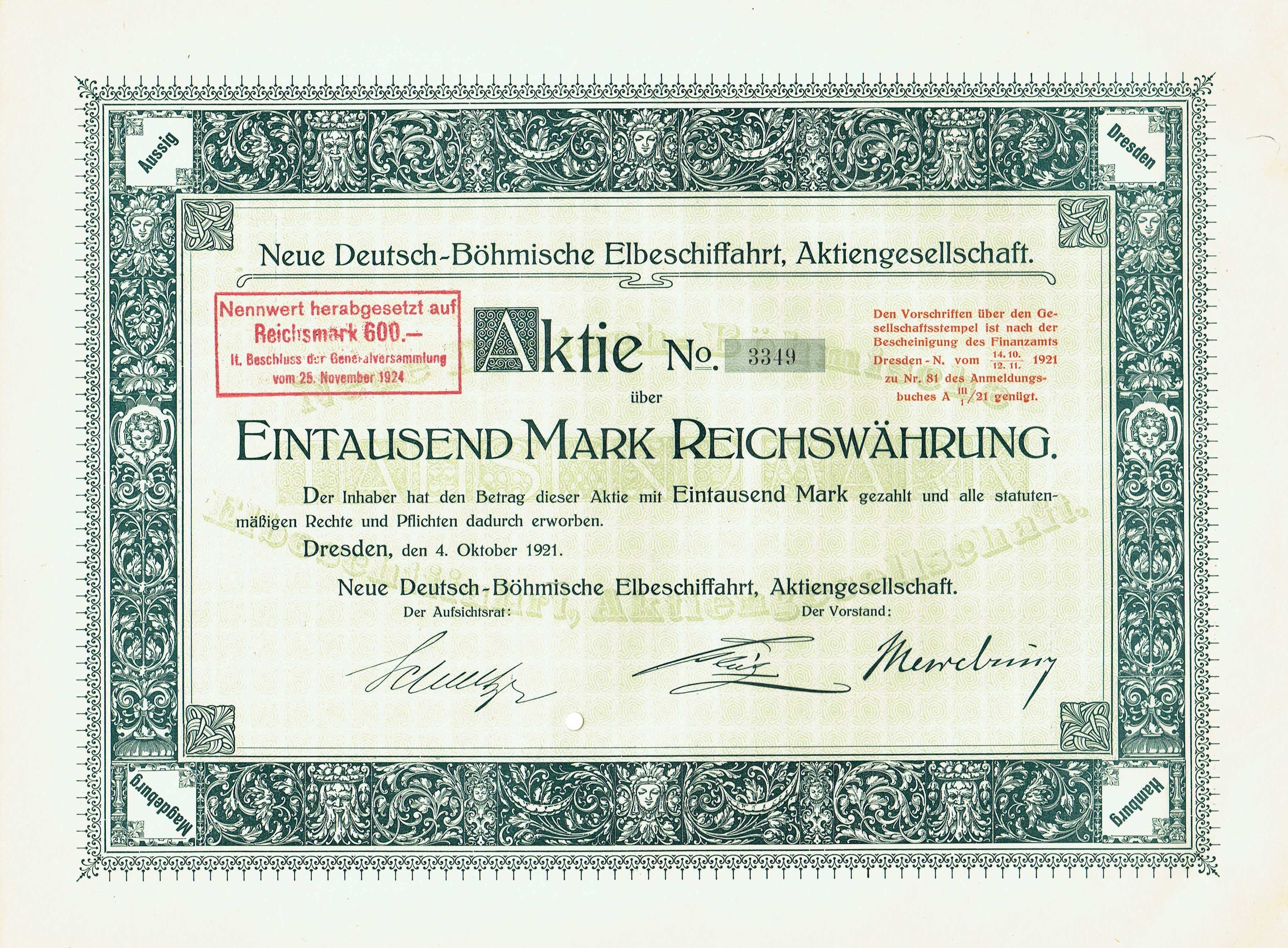
Aktie über 1000 Mark der Neuen Deutsch-Böhmischen Elbschiffahrt AG vom 4. Oktober 1921

Nach der im März 1849 erfolgten Vereinigung der Königlich priv. Sächsische Dampfschiffahrts-Gesellschaft mit der K. K. priv. Dampfschiffahrt firmierte das Unternehmen ab April 1849 unter dem Namen Vereinigte Sächsisch-Böhmische Dampfschiffahrt. Am 3. Februar 1851 kaufte man die drei Schiffe und die Konzession der böhmischen Konkurrenz für 25.000 Taler. Am 26. März 1867 erfolgte die Umwandlung der Gesellschaft in die Sächsisch-Böhmische Dampfschiffahrts-Gesellschaft (SBDG). 1851 gehörten sieben Personendampfer zur Flotte. 1867 waren es 16 Raddampfer und eine Dampffähre. Der kurzzeitig aufgenommene Schleppdienst wurde aufgrund starker Konkurrenz wieder eingestellt. Die Anzahl der Schiffe blieb in den nächsten Jahren nahezu stabil. Von 1867 bis 1888 wurden 13 Schiffe neu gebaut und 7 Schiffe verkauft oder abgewrackt. Die Passagierkapazität stieg von 9.600 auf 12.300 Plätze. Mit dem Dienstantritt des neuen Direktors, Oscar Ludwig Menzel, im Jahr 1888 änderte sich offensichtlich die Unternehmensphilosophie. Man setzte jetzt auf eine Expansion des Unternehmens. Bis 1895 wurden weitere 10 Schiffe mit einer Passagierkapazität von 6.200 Plätzen gebaut, aber nur 4 Schiffe ausgemustert. Der ab 1894 amtierende Direktor Ernst Kuchenbuch setzte diesen Kurs fort. Bis 1901 wurden weitere 11 Schiffe mit einer Kapazität von 7.300 Passagieren gebaut. Ausgemustert wurde in dieser Zeit kein Schiff. Die Anzahl der Schiffe stieg auf 37 und die Passagierkapazität auf 23.000 Personen. 1901 wurde mit 3.460.000 Passagieren ein Rekord verbucht.

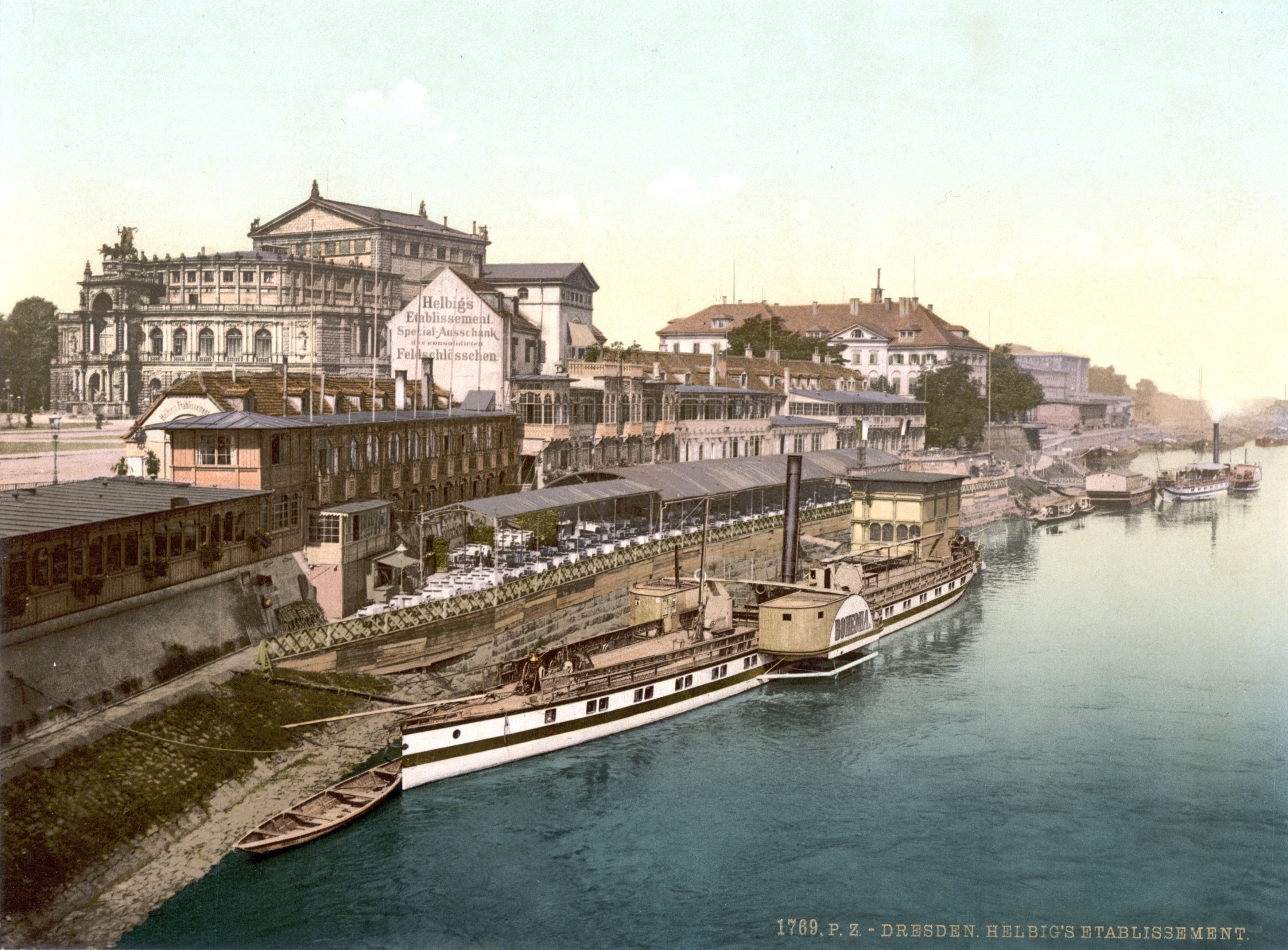
Bohemia an der Anlegestelle am Italienischen Dörfchen, im Hintergrund die Semperoper, um 1900

1900 kam es zu einer Umstrukturierung der Gesellschaft. Der Verwaltungsrat wurde abgeschafft. Die Personen des Verwaltungsrates wurden in den schon bestehenden Aufsichtsrat übernommen. Der Posten des vollziehenden Direktors wurde abgeschafft und ein Vorstand, der nur aus dem Direktor bestand, etabliert. Kuchenbuch erlangte damit noch mehr Macht innerhalb der Gesellschaft. Die Folgen dieser expansiven Politik waren aber schon zu spüren. Die Auslastung der Schiffe sank im Vergleich zu 1870 um 30 %. Zum Ausgleich der finanziellen Lasten wurde 1896 eine Kapitalerhöhung der Gesellschaft von 984.300 Mark auf 1.500.000 Mark durchgeführt und der Reservefonds von 98.430 Mark auf 543.188 Mark aufgestockt. Trotz offensichtlicher finanzieller Probleme wurden auch weiterhin Dividenden von 10 % gezahlt. Mit der Indienststellung der Kaiser Wilhelm II im Jahr 1900 musste die Kaiser Wilhelm aus Kapazitätsgründen vorübergehend stillgelegt werden. Mit dem Tod von Ernst Kuchenbuch im März 1902 übernahm Kurt Fischer den Posten des Direktors. Er versuchte das angeschlagene Unternehmen wieder auf Kurs zu bringen. Er legte eine Prioritäten-Anleihe in Höhe von 1.000.000 Mark auf und begann den Reservefonds in Anspruch zu nehmen. Die Dividendenzahlung wurde für mehrere Jahre ausgesetzt. Ein Schiff wurde verkauft und 2 Schiffe verpachtet (1906 verkauft). Seine Bemühungen wurden durch 2 trockene Sommer in den Jahren 1904 und 1911 behindert. Die Schifffahrt musste hier für 4 bzw. 3 Monate eingestellt werden. 1910 erhielt die Flotte ihren Liegeplatz am Dresdner Terrassenufer unterhalb der Brühlschen Terrasse. Im Jahr 1911 besaß die Sächsisch-Böhmische Dampfschifffahrtsgesellschaft 32 Dampfschiffe und beschäftigte etwa 540 Personen. Bis 1915 wurden weitere 3 Schiffe gebaut, aber auch 3 Schiffe verkauft. Die Passagierkapazität lag weiterhin bei über 22.000 Plätzen. Zwischenzeitlich sank die Auslastung der Schiffe gegenüber 1870 auf unter 50 %. Der Erste Weltkrieg stellte das Unternehmen vor weitere Herausforderungen. Der Bau eines weiteren Schiffes wurde 1915 abgebrochen. Beginnend im Jahr 1916 wurde eine Anzahl von Schiffen stillgelegt. 1919 waren von 34 Schiffen nur noch 18 in Fahrt. Ende 1917 wurden zwei Schiffe für den Kriegseinsatz auf der Weichsel beschlagnahmt.
Gegen Ende des Krieges verschlechterte sich die wirtschaftliche Situation der Gesellschaft dramatisch. Deshalb wurden einige Schiffe verkauft. 1919 fünf Schiffe, 1920 ein Schiff und 1921 zwei Schiffe. 1922 verfügte die Gesellschaft damit über 24 Schiffe mit einer Kapazität von 17.000 Passagieren.
Im Januar 1921 stand die Frage der Liquidation der Gesellschaft. Der Staat Sachsen, der mit einem Drittel an der Gesellschaft beteiligt war, sprach sich gegen diese Option aus. Die Gesellschaft fusionierte deshalb 1923 mit dem Stichtag 1. Januar 1922 mit der Neuen Deutsch-Böhmische Elbeschiffahrt Aktiengesellschaft (NDBE). Diese übernahm alle Vermögenswerte der SBDG. Zum 1. Oktober 1922 wurde die Laubegaster Werft an die NDBE für 25 Jahre verpachtet. Am 25. November 1924 erwarb der Sächsische Staat 47,76 % der Aktien der NDBE. Der zweite Großinvestor mit 51,35 % der Aktien war die böhmische Georg Schicht AG. Nur sehr wenige Aktien befanden sich in Privathand. Am 21. März 1923 wurde die (Neue) Sächsisch-Böhmische-Dampfschiffahrt, Aktiengesellschaft (SDBA) mit einem Aktienkapital von einer Million Mark gegründet und am 13. April 1923 eingetragen.
| Name                                  | Zeitraum  |
| ------------------------------------- | --------- |
| Wilhelm Heimbold                      | 1850–1854 |
| Carl Leopold Reichelt                 | 1855–1866 |
| Otto Rippold                          | 1867–1869 |
| Karl Gustav Hönack                    | 1870–1880 |
| Julius Otto Röhrig                    | 1881–1887 |
| Oskar Ludwig Menzel                   | 1888–1893 |
| Ernst Ludwig August Moritz Kuchenbuch | 1894–1901 |
| Salomon Curt Fischer                  | 1902–1920 |
| Carl Oskar Thieme                     | 1921–1922 |

| Name                   | Zeitraum  |
| ---------------------- | --------- |
| Anselm Bruno Stübel    | 1855–1858 |
| Carl Friedrich Metzler | 1859–1861 |
| Carl Eduard Rosenkranz | 1862–1866 |

| Name                       | Zeitraum  |
| -------------------------- | --------- |
| Wilhelm Michael Schaffrath | 1867–1891 |
| Carl August Hippe          | 1892–1894 |

### Sächsisch-Böhmische Dampfschiffahrt, Aktiengesellschaft (SBDA), 1923–1947
Die Neue Gesellschaft übernahm die Schiffe der SBDG. Hauptaktionär der Gesellschaft war die NDBE mit 49,98 % der Aktien. Der sächsische Staat und die Georg Schicht AG übernahmen jeweils 25,01 % der Aktien. In einem 1927 zwischen der NDBE und SBDA abgeschlossen und von den Hauptversammlungen 1928 genehmigten Interessengemeinschaftsvertrag wurde auch die gegenseitige Gewinnausschüttung festgeschrieben. Laut der Zeitschrift Hansa vom Mai 1928 wurde eine „Auskunft über den Inhalt abgelehnt, da sich die Aktien der beiden Gesellschaften in fester Hand befinden.“
1925 kaufte das Unternehmen die Pillnitz und den Rumpf des 1915 begonnenen Schiffes, sowie einen Kohlenkahn für 100.000 Reichsmark von der NDBE zurück. 1925 wurde es nach erfolgtem Weiterbau unter dem Namen Stadt Wehlen in Dienst gestellt. 1926 und 1929 wurden die beiden Neubauten Dresden und Leipzig in Dienst gestellt. Ausgemustert wurde nur die 1863 gebaute Bohemia. Das Unternehmen setzte vor allem auf eine Modernisierung der vorhandenen Schiffe. Zwischen 1926 und 1929 wurden die Glattdeckschiffe mit Dampfsteuerwinden ausgerüstet. 1927/28 erhielten die Schiffe Pillnitz, Schandau, Bastei, Meissen, Laubegast und Königstein ein Oberdeck. Vier dieser Schiffe wurden um jeweils 3,66 m verlängert. Durch diese Maßnahmen stieg die Passagierkapazität von 17.000 Personen 1924 auf 21.000 Personen 1929. Weitere Modernisierungsarbeiten an den Schiffen waren die Ausrüstung mit elektrischem Strom und der Einbau von Toiletten in die umgebauten Radkästen. 1928 bürgerte sich der Name Weiße Flotte ein. Hintergrund ist der seit 1926 schrittweise eingeführte weiße Anstrich der Schiffe.
1936 wurde das 100-jährige Jubiläum gefeiert. Die Strecke war inzwischen rund 320 km lang und reichte von Leitmeritz bis Dessau. Ein geplanter Schiffsneubau wurde 1938 nicht mehr ausgeführt, da die Laubegaster Werft für die Rüstungsproduktion benötigt wurde.
Ab 1943, während des Zweiten Weltkriegs wurde der Schiffsverkehr stark eingeschränkt. Sieben Schiffe wurden in den Häfen von Aken, Mühlberg und Dessau aufgelegt und hier teilweise als Büroschiffe genutzt. Fünf Schiffe wurden im Hafen von Prossen und ein Schiff im Hafen von Děčín aufgelegt. Zwei weitere Schiffe wurden zu Versorgungsschiffen der Wehrmacht umgebaut. Die Leipzig wurde ab 1944 als Lazarettschiff eingesetzt.
Fünf Schiffe wurden 1942 für Evakuierungstransporte im ausgebombten Hamburg genutzt.
Die 1921 an die Tschechoslowakei verkaufte Kaiser Franz Josef kam 1944/45 für Flüchtlingstransporte zum Einsatz und wurde in Magdeburg versenkt.
Am Ende des Zweiten Weltkriegs war kein Schiff sofort einsetzbar. Die Herrnskretschen, die Loschwitz und die Leipzig waren nach Bombentreffern gesunken, die Riesa gesprengt und die Pillnitz durch einen Bombentreffer beschädigt. 1946 brannte die Dresden aus. Die Diesbar wurde nach Kriegsende als erstes Schiff wieder in Betrieb genommen. Da die Elbbrücken im Dresdner Stadtzentrum zerstört waren, fungierte sie als Fährschiff zwischen Altstadt und Neustadt. Exakt 100 Jahre vorher versah das erste Schiff, die Königin Maria, nach der Zerstörung der Augustusbrücke durch ein Hochwasser, diesen Dienst. Am 26. August 1946 beschlagnahmte die Tschechoslowakei die in Prossen und Děčín liegenden Schiffe. Zwei Schiffe wurden 1947 zurückgegeben, vier Schiffe verblieben als Wertausgleich für den ehemaligen Hauptaktionär, die Georg Schicht AG, in der Tschechoslowakei. Sechs Schiffe ging am 6. Juli 1946 als Reparation an die UdSSR. Pfingsten 1946 begann mit dem noch in Tarnfarbe fahrenden Dampfer Lössnitz der fahrplanmäßige Betrieb.
| Name                       | Zeitraum  |
| -------------------------- | --------- |
| Kurt Theodor Rudert        | 1924–1930 |
| Gustav Adolf Robert Pilz   | 1931–1937 |
| Max Hermann Richard Thomas | 1938–1943 |

### VEB Elbeschiffahrt Sachsen, 1947–1992

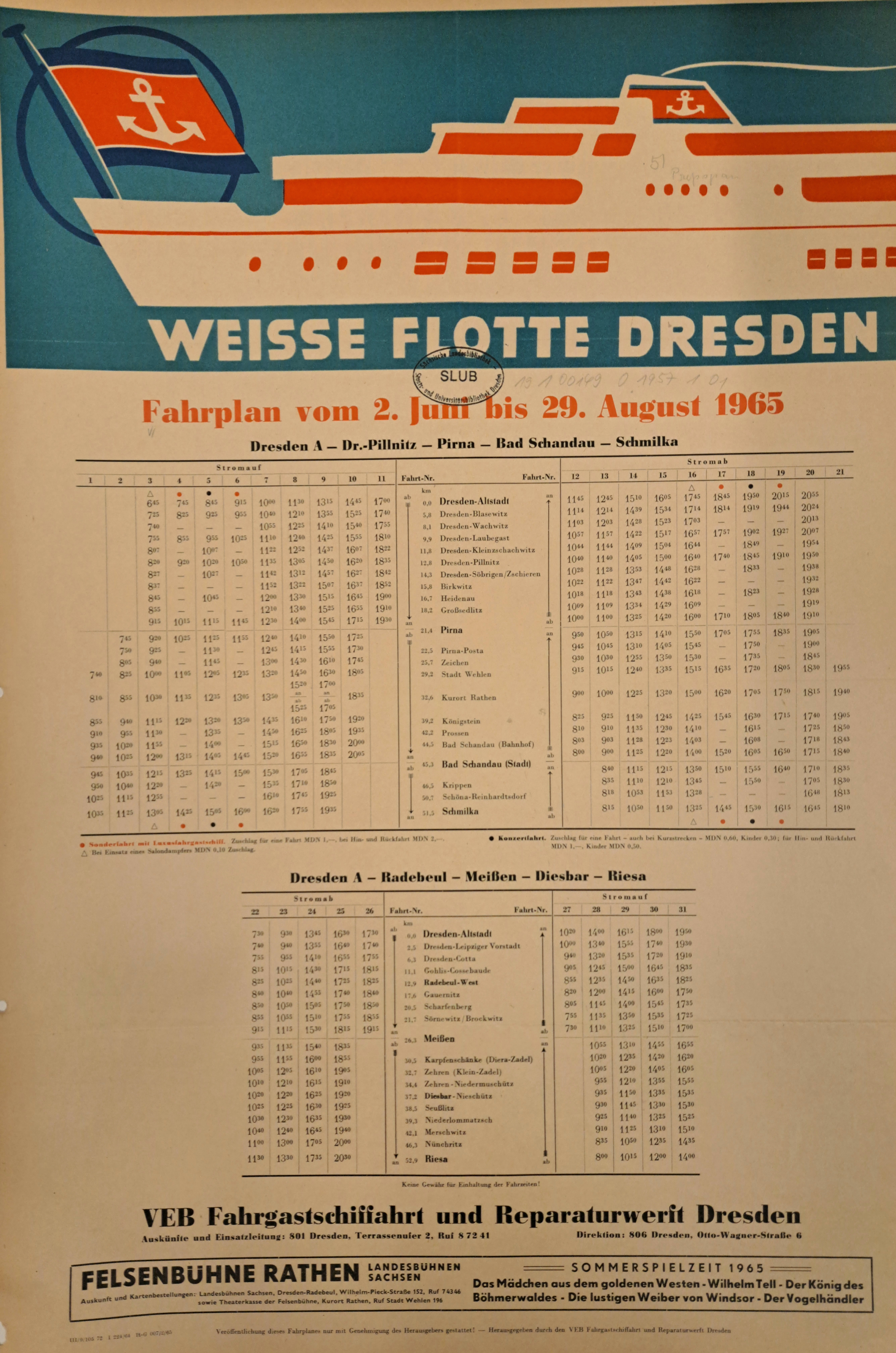
Fahrplan 1965

Am 1. Februar 1947 wurde die damals 16 Raddampfer umfassende Flotte als VEB Elbeschiffahrt Sachsen verstaatlicht. Am 1. Oktober 1950 wurde mit der Gründung des VEB Deutsche Schiffahrts- und Umschlagzentrale (DSU) der VEB Elbeschiffahrt Sachsen in diesen integriert, aber 1952 wieder eigenständig. Mit der Auflösung der DSU im Jahr 1957 entstanden selbstständige regionale Binnenschifffahrtsbetriebe, unter ihnen die VEB Fahrgastschiffahrt und Reparaturwerft Dresden. Deren Schiffe wurden jährlich von etwa 1,5 Millionen Ausflüglern genutzt. 1967 wurde die Laubegaster Werft zum VEB Schiffsreparaturwerften Berlin ausgegliedert. Daraufhin wurde die VEB Fahrgastschiffahrt und Reparaturwerft Dresden in VEB Fahrgastschiffahrt Dresden umbenannt.
Von den verbliebenen 16 Schiffen waren 1946 nur sieben Schiffe einsatzfähig. Erst 1949 waren wieder alle Schiffe im Einsatz. Die Passagierkapazität war auf 13.600 Personen geschrumpft. Nach dem Aufbau eines Oberdecks auf der Herrnskretschen erhielten auch die Einheit und die Stadt Wehlen 1950 ein Oberdeck. 1957 wurden 3.137.000 Fahrgäste befördert. Ein Rückgang der Dampfschifffahrt kündigte sich aber schon an. Die nach dem Krieg teilweise nur notdürftig instand gesetzten Schiffe waren sehr reparaturintensiv. Zu ihrer Ablösung erwarb die neue Schifffahrtsgesellschaft zwischen 1961 und 1964 vier Schiffsneubauten der Werft Roßlau. Es waren moderne Schiffe mit dieselelektrischem Antrieb und einer Passagierkapazität von jeweils 1012 Personen. Im Jahr 1964 wurde daraufhin die Freundschaft (ex. John Penn) ausgemustert und 1966 abgewrackt. 1971 folgte die Königstein (ex Graf Moltke), die 1973 als Restaurantschiff Seeperle an den Süßen See nach Seeburg verkauft wurde. 1974 wurde die Einheit (ex. Germania) abgestellt und nach einer Nutzung als HO-Gaststätte Zum Gondelhafen 1983 in Aken abgewrackt. 1976 wurden aufgrund gravierender Schäden die Riesa (ex. Habsburg) und die Bad Schandau (ex. Schandau), abgestellt. Während die Riesa 1978 als Museumsschiff in das Binnenschifffahrtsmuseum Oderberg verbracht wurde, wurde die Bad Schandau 1980 in Aken abgewrackt. Erhalten blieb nur die Dampfsteuermaschine für das Verkehrsmuseum Dresden. Weiterhin mussten im selben Jahr auch die Diesbar und die Krippen abgestellt werden. Die Krippen wurde 1983 an die Gemeinde Kloschwitz verkauft. 1986 wurde sie hier an Land gesetzt. Das Schiff sollte als Gaststätte oder Jugendheim umgebaut werden. Das scheiterte aber an der Finanzierung. Das Schiff blieb sich selbst überlassen und wurde 1988 nach Lüneburg verkauft. Damit waren nur noch 10 Schiffe im teils schlechten Zustand im Einsatz. 1979 mussten die Pillnitz und die Stadt Wehlen abgestellt werden. Nachdem 1980 auch die Meissen abgestellt werden musste, setzte offensichtlich ein Umdenken ein. Zwischen 1981 und 1985 wurden die drei Schiffe generalüberholt. 1985 musste allerdings die Schmilka abgestellt werden. 1989 folgten die Kurort Rathen und die Junger Pionier, sowie 1990 die Pirna. Da die Leipzig seit 1988 in der Werft lag, waren 1990 nur noch vier Raddampfer im Einsatz.

### Sächsische Dampfschiffahrts GmbH & Co. Conti Elbschiffahrts KG, 1992–2020
Nach der deutschen Wiedervereinigung gelangten alle Schiffe in den Besitz des neu gegründeten Freistaats Sachsen, der 1992 das gesamte Schifffahrtsunternehmen durch die Treuhand an die Conti Reederei verkaufte. Die verbliebenen Schiffe, darunter zehn historische Seitenraddampfer, übernahm die neu gegründete Sächsische Dampfschiffahrts GmbH & Co. Conti Elbschiffahrts KG. Die Gesellschaft verfügte über ein eingetragenes Kommanditkapital von über 35 Millionen DM (etwa 18 Millionen Euro), das von rund 500 Kommanditisten gehalten wird. Verwaltet wird sie von der CONTI Beteiligungsverwaltungs GmbH & Co. KG in Hamburg. An der Sächsischen Dampfschiffahrts GmbH als Komplementär der Sächsischen Dampfschiffahrts GmbH & Co. Conti Elbschiffahrts KG sind der Freistaat Sachsen mit 51 % und die CONTI-Investitions- und Management GmbH mit 49 % beteiligt. 1999 wurden die 49 % Anteile der Conti-Investitions- und Management GmbH aufgeteilt: Klaus Hildebrand übernahm 25 % der Sächsischen Dampfschiffahrts GmbH und die Gründer der Conti Reederei 24 %. Die Sächsische Dampfschiffahrts GmbH trägt das volle Risiko des Schiffsbetriebes.
Die Gesellschaft hatte sich 1992 verpflichtet, acht Raddampfer zu sanieren. 1992 begann die Sanierung der Schiffe Leipzig, Dresden, Meissen, Pillnitz und Diesbar. 1993 wurden diese fünf Schiffe wieder in Betrieb genommen und die Sanierung der Pirna, Kurort Rathen und Stadt Wehlen begann. Am 1. Mai 1994 fand die erste Parade der sanierten acht Raddampfer statt. Die Schmilka und die Junger Pionier wurden 2001 abgewrackt, wobei bei beiden Schiffen das Mittelteil mitsamt der Kesselanlage und der Dampfmaschine als Ersatzteilspender erhalten blieb.
Von den vier 1961 bis 1964 gebauten dieselelektrischen Seitenradschiffen Ernst Thälmann, Karl Marx, Friedrich Engels und Wilhelm Pieck wurden zwei übernommen. Die Ernst Thälmann unter dem Namen August der Starke und die Wilhelm Pieck als Gräfin Cosel bis 1994 eingesetzt. Nach der Inbetriebnahme der gleichnamigen Neubauten im Mai und Juni 1994 wurden die beiden Schiffe abgestellt und 1998 abgewrackt. Die anderen beiden Schiffe, J.F. Böttger (ex Friedrich Engels) und D. Pöppelmann (ex Karl Marx), blieben im Eigentum der Stadt Dresden. Die J.F. Böttger war bis Ende 1992 im Einsatz. Nach dem Umbau erwarb der Verein CVJM 1999 das Schiff unter dem Namen J.Fr. Böttger und setzt es als Hotelschiff im Außenbereich des Neustädter Hafens ein. Die schon seit 1988 nicht mehr in Fahrt befindliche D. Pöppelmann wurde nach einem Umbau und einer Zwischennutzung durch die städtische QAD im Oktober 2013 unter dem Namen M.D. Pöppelmann an eine private Investorin verkauft. Das Schiff liegt im Neustädter Hafen und dient als Herbergsschiff.
Die beiden Neubauschiffe von der Werft Tangermünde sind dieselbetrieben und verfügen über eine Passagierkapazität von jeweils 506 Plätzen.
Im November 1999 kaufte die Schifffahrtsgesellschaft den Personendampfer Krippen zurück. Nach seiner Überholung auf der Laubegaster Werft wird er seit Sommer 2000 als neunter historischer Raddampfer wieder in der Flotte eingesetzt.
Die Passagierkapazität der neun Raddampfer verringerte sich nach der Rekonstruktion von ursprünglich 7400 Plätzen auf 3850 Plätze. Mit der Ausmusterung der vier alten Dieselschiffe und der Indienststellung der beiden Neubauten sank die Passagierkapazität hier von 4000 auf 1000 Plätze.
Im Durchschnitt fuhren ab 1995 jährlich etwa 640.000 Passagiere mit den Schiffen. In der Saison 2014 fuhren 589.000 Fahrgäste mit den Schiffen der Weißen Flotte. Der Umsatz betrug 8,6 Millionen Euro bei einem Gewinn von 496.000 Euro. 2016 gab es 525.000 Fahrgäste, 2017 waren es 509.000 und 2018 aber aufgrund des Niedrigwassers der Elbe nur noch ca. 354.000 Passagiere (Negativrekord binnen 30 Jahren).
Im Jahr 2019 hatte die Sächsische Dampfschifffahrt GmbH 66 Mitarbeiter, davon 42 nautische, 20 Verwaltungs- und vier Werftmitarbeiter.
Am 3. Juni 2020 musste das Unternehmen aufgrund wirtschaftlicher Schwierigkeiten und den Auswirkungen der Einschränkungen im Tourismus- und Gastronomiebereich als Folge der COVID-19-Pandemie Insolvenz anmelden. Die Insolvenz erfolgte in Eigenverwaltung.

### Weiße Flotte Sachsen, seit 2020
Am 5. August 2020 wurde für den Weiterbetrieb der Schiffe die Weiße Flotte Sachsen GmbH gegründet. Die neun unter Denkmalschutz stehenden historischen Raddampfer wurden Eigentum der eigens dafür am 21. August 2020 gegründeten Kulturerbe Dampfschiffe Dresden GmbH. Zum 1. September 2020 erwarb die schweizerische Beteiligungsgesellschaft United Rivers die Unternehmen.

## Flotte

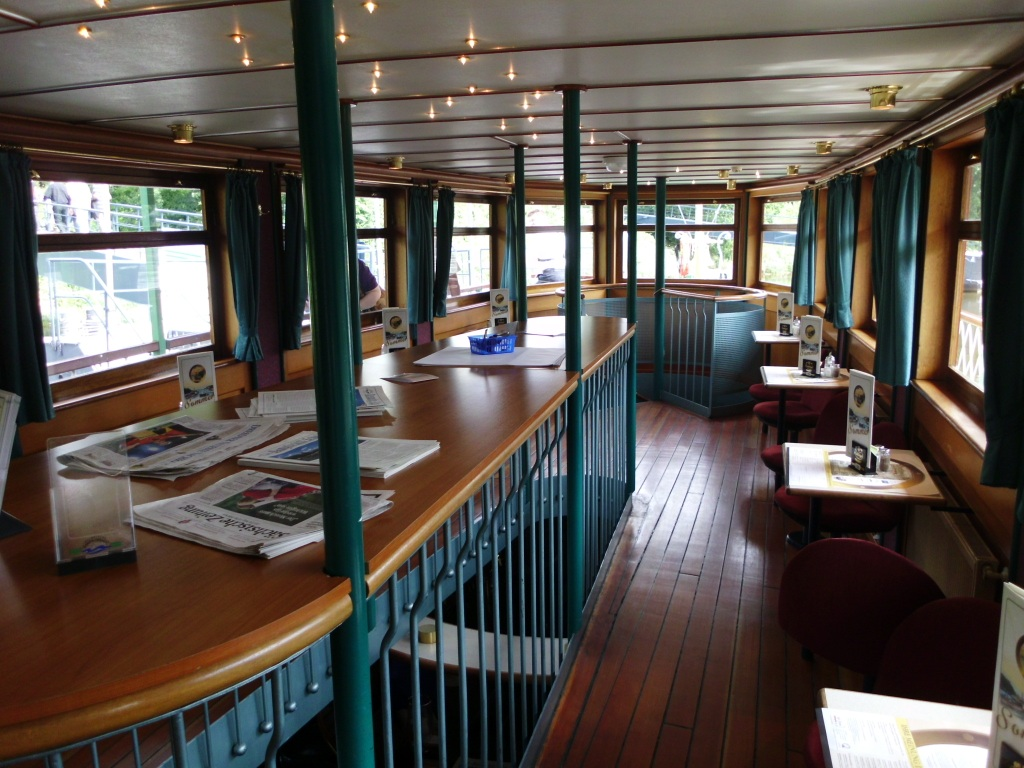
Vorderer Salon der Pillnitz

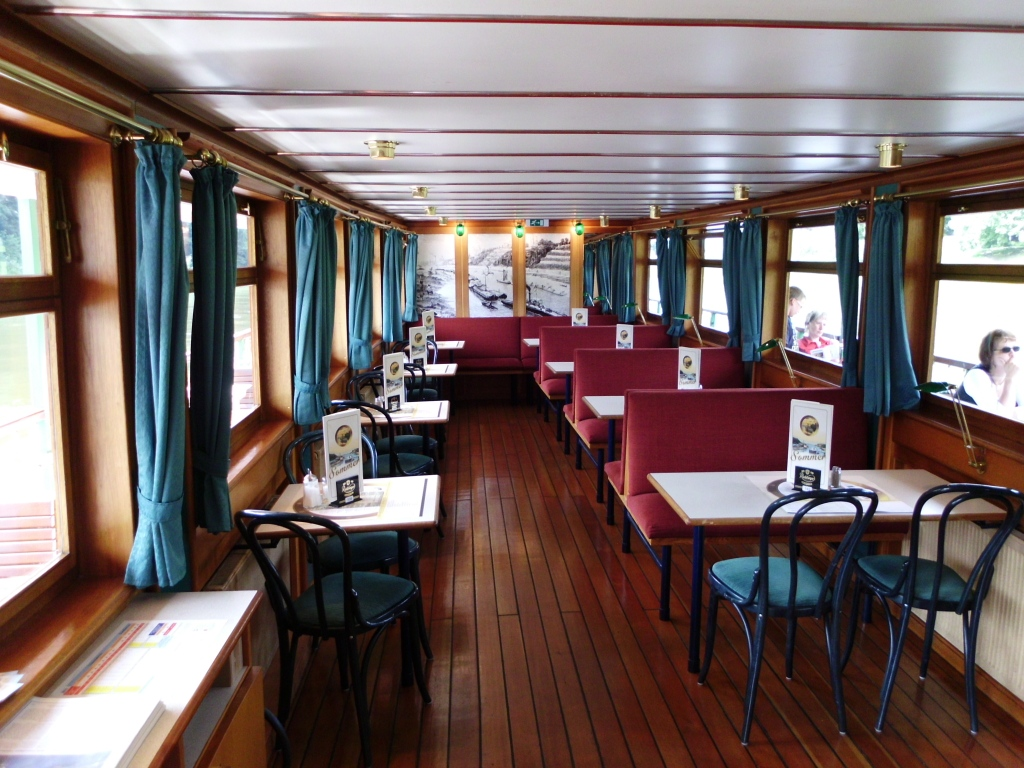
Hinterer Salon der Pillnitz

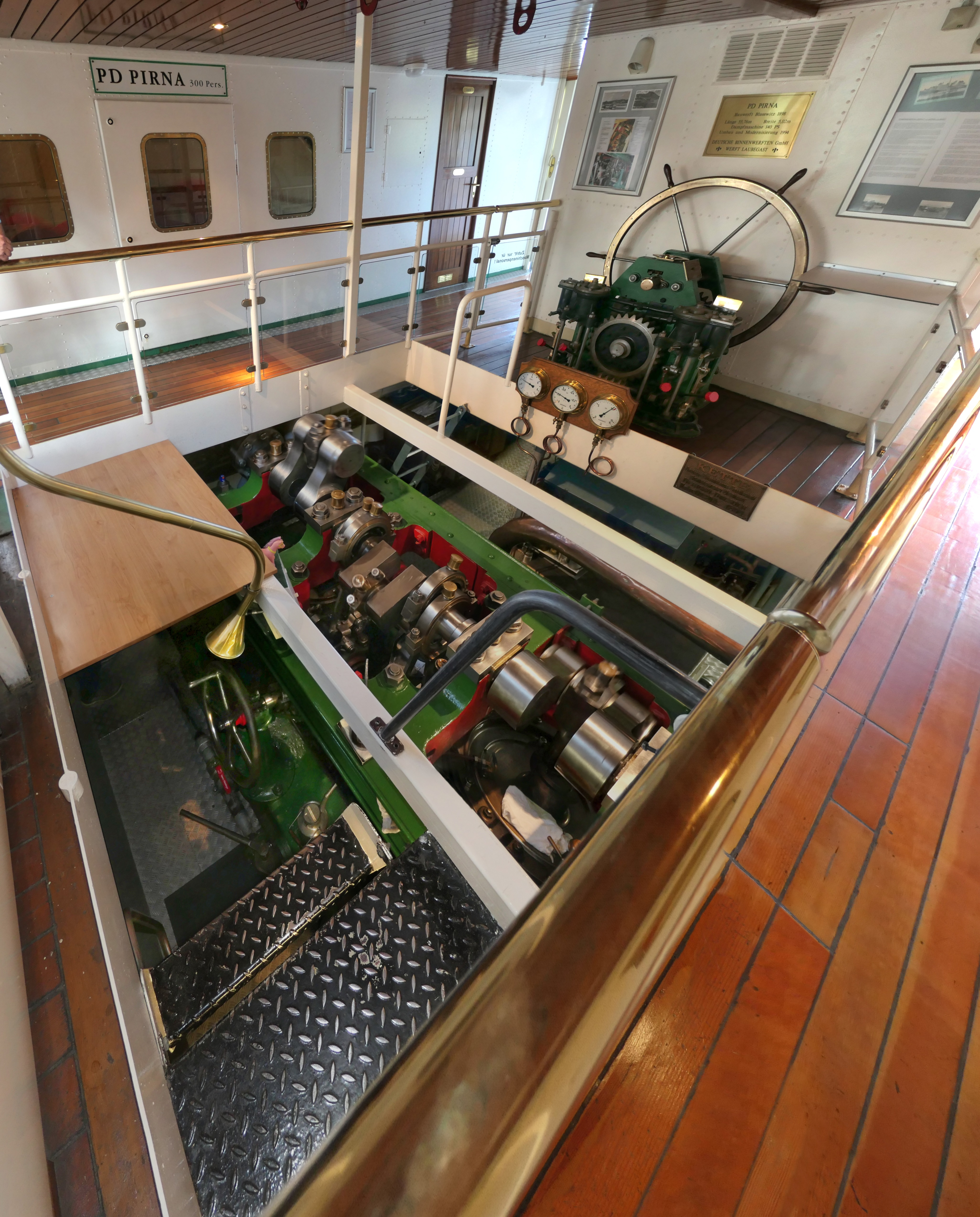
Dampfmaschine des Personendampfers Pirna

Die Flotte der Sächsischen Dampfschiffahrt besteht derzeit (Ende 2023) aus neun Raddampfern (genauer: Seitenraddampfer), gebaut zwischen 1879 und 1929. Diese Reederei-internen Personendampfer werden mit dem Präfix PD (für Personendampfer) vor dem Schiffsnamen versehen. Zur Flotte gehören weiterhin zwei Motorschiffe (Präfix MS), welche als „Salonschiffe“ bezeichnet werden.
Die Schiffe befahren die Elbe nach Fahrplänen von Bad Schandau bis Seußlitz und passieren dabei Sehenswürdigkeiten der Region wie die Brühlsche Terrasse, das Blaue Wunder, Schloss Pillnitz, die Festung Königstein und die Sächsische Schweiz.
Die als technisches Denkmal geschützten Seitenraddampfer haben historische Ruderhäuser und seitliche Schaufelräder in wappenverzierten Radkästen. Sieben von ihnen stammen aus dem 19. Jahrhundert: Stadt Wehlen (1879), Diesbar (1884), Meissen (1885), Pillnitz (1886), Krippen (1892), Kurort Rathen (1896) und Pirna (1898). Die Diesbar wird als einziger Raddampfer der Flotte noch mit Kohle befeuert; die anderen Dampfer wurden auf Heizölfeuerung umgebaut.
Die „jüngeren“ Schiffe sind die Dresden – das 1926 gebaute Flaggschiff der Flotte – sowie dessen Schwesterschiff Leipzig. Die 1929 gebaute Leipzig trägt als einziges Schiff nicht den Namen einer Stadt an der Elbe oder einer regional bekannten Persönlichkeit. Die Leipzig ist der jüngste und größte der Dampfer.
Alle Dampfer haben folgende technische und attraktivitätssteigernde Besonderheiten:
- gesteuerte Schaufeln an den Schaufelrädern – hierdurch kann die Effizienz bei gleichzeitig kleinem Schaufelrad gesteigert werden,
- Sichtfenster im Schaufelradkasten,
- Öffnung im Deck über der Dampfmaschine, um diese betrachten zu können,
- mittels Seilzug umklappbare Esse, um die Elbbrücken unterfahren zu können.

Die Dampfer haben einen extrem geringen Tiefgang von weniger als einem Meter, weshalb sie bei Niedrigwasser fahren können, wenn die Frachtschiffe die Ladekapazität verringern oder gar nicht fahren können.
Die Dampfer wurden mit Bugstrahlrudern ausgerüstet, um das komplizierte Anlegemanöver – auf den Planfahrten sind bedarfsabhängig mehrere Anlegestellen anzufahren – zu erleichtern. Früher musste dazu die Mannschaft mittels Holzstangen auf dem Elbgrund nachhelfen.
Die Raddampferflotte wurde ab 1994 durch die beiden mit Dieselmotoren angetriebenen Salonschiffe August der Starke und Gräfin Cosel ergänzt.
Zusätzlich zu den Planfahrten werden Sonderfahrten angeboten. Herausragend sind die jährlich am 1. Mai stattfindende Dampferparade aller neun historischen Raddampfer sowie die Riverboat-Shuffle im Rahmen des Internationalen Dixieland Festivals.

### Liste der Schiffe der aktuellen Flotte
|  | Name              | Schiffstyp-Bezeichnung der Reederei | Baujahr: Werft und Ort  | Länge / Breite über die Radkästen / Tiefgang (leer) | Maschine, Leistung, Kessel | Betriebsstoff: Verbrauch               | weitere Namen / Objektnummer der sächs. Denkmalliste (SDL)                                     |
|  | ----------------- | ----------------------------------- | ----------------------- | --------------------------------------------------- | --- | -------------------------------------- | ---------------------------------------------------------------------------------------------- |
|  | Stadt Wehlen      | Raddampfer                          | 1879: Dresden-Blasewitz | lbTg= 59,2 m blTg= 10,45 m Tglb= 88 cm              | oszillierende Zweizylinder-Verbunddampfmaschine mit Einspritzkondensation, 180 PS, 2-Flammrohr-Zylinderkessel                           | Heizöl extra leicht: ca. 100–120 l/h   | Dresden bis 1926 Mühlberg bis 1962 / SDL 09218528                                              |
|  | Diesbar           | Raddampfer                          | 1884: Dresden-Blasewitz | lbTg= 53,5 m blTg= 10,2 m Tglb= 79 cm               | oszillierende Zweizylinder-Zwillingsmaschine mit Einspritzkondensation, 110 PS, 2-Flammrohr-Kofferkessel                                | Kohle: ca. 450 kg/h                    | Pillnitz bis 1927 / SDL 09218529                                                               |
|  | Meissen           | Raddampfer                          | 1885: Dresden-Blasewitz | lbTg= 65,7 m blTg= 11,2 m Tglb= 86 cm               | oszillierende Zweizylinder-Verbunddampfmaschine mit Einspritzkondensation, 230 PS, 2-Flammrohr-Zylinderkessel;                          | Heizöl extra leicht: ca. 100–120 l/h   | König Albert bis 1898 Sachsen bis 1928 / SDL 09218527                                          |
|  | Pillnitz          | Raddampfer                          | 1886: Dresden-Blasewitz | lbTg= 65,7 m blTg= 11,2 m Tglb= 80 cm               | oszillierende Zweizylinder-Verbunddampfmaschine mit Einspritzkondensation; 230 PS, 2-Flammrohr-Zylinderkessel                           | Heizöl extra leicht: ca. 100–120 l/h   | Königin Carola bis 1919 Diesbar bis 1927 Pillnitz bis 1952 Weltfrieden bis 1993 / SDL 09218526 |
|  | Krippen           | Raddampfer                          | 1892: Dresden-Blasewitz | lbTg= 54,64 m blTg= 9,95 m Tglb= 85 cm              | oszillierende Zweizylinder-Zwillingsmaschine mit Schiebersteuerung und Einspritzkondensation, 125 PS, 1-Flammrohr-Zylinderkessel        | Heizöl extra leicht: ca. 125 l/h       | Tetschen bis 1946 / SDL 09218530                                                               |
|  | Kurort Rathen     | Raddampfer                          | 1896: Dresden-Blasewitz | lbTg= 57,1 m blTg= 10,2 m Tglb= 81 cm               | oszillierende Zweizylinder-Verbunddampfmaschine mit Einspritzkondensation, 145 PS, 1-Flammrohr-Zylinderkessel                           | Heizöl extra leicht: ca. 100 l/h       | Bastei bis 1956 / SDL 09218531                                                                 |
|  | Pirna             | Raddampfer                          | 1898: Dresden-Blasewitz | lbTg= 57,1 m blTg= 10,4 m Tglb= 78 cm               | oszillierende Zweizylinder-Verbundmaschine mit Einspritzkondensation, 140 PS, 1-Flammrohr-Zylinderkessel                                | Heizöl extra leicht: ca. 100 l/h       | König Albert bis 1919 / SDL 09218532                                                           |
|  | Dresden           | Raddampfer                          | 1926: Dresden Laubegast | lbTg= 68,7 m blTg= 12,9 m Tglb= 80 cm               | schrägliegende Zweizylinder-Heißdampf-Verbundmaschine mit Einspritzkondensation und Ventilsteuerung, 300 PS, 2-Flammrohr-Zylinderkessel | Heizöl extra leicht: ca. 130 l/h       | SDL 09218524                                                                                   |
|  | Leipzig           | Raddampfer                          | 1929: Dresden Laubegast | lbTg= 70,1 m blTg= 12,9 m Tglb= 78 cm               | schrägliegende Zweizylinder-Heißdampf-Verbundmaschine mit Einspritzkondensation und Ventilsteuerung, 350 PS, 2-Flammrohr-Zylinderkessel | Heizöl extra leicht: ca. 130 l/h       | SDL 09218525                                                                                   |
|  | August der Starke | Salonschiff                         | 1994: DBW Tangermünde   | lbTg= 75,03 m blTg= 10,60 m Tglb= 95 cm             | 2 × Dieselmotor 340 kW (460 PS) | Dieselkraftstoff (Gasoil): ca. 130 l/h |                                                                                                |
|  | Gräfin Cosel      | Salonschiff                         | 1994: DBW Tangermünde   | lbTg= 75,03 m blTg= 10,60 m Tglb= 95 cm             | 2 × Dieselmotor 340 kW (460 PS) | Dieselkraftstoff (Gasoil): ca. 130 l/h |                                                                                                |

### Kleine Historie der Schiffsnamen

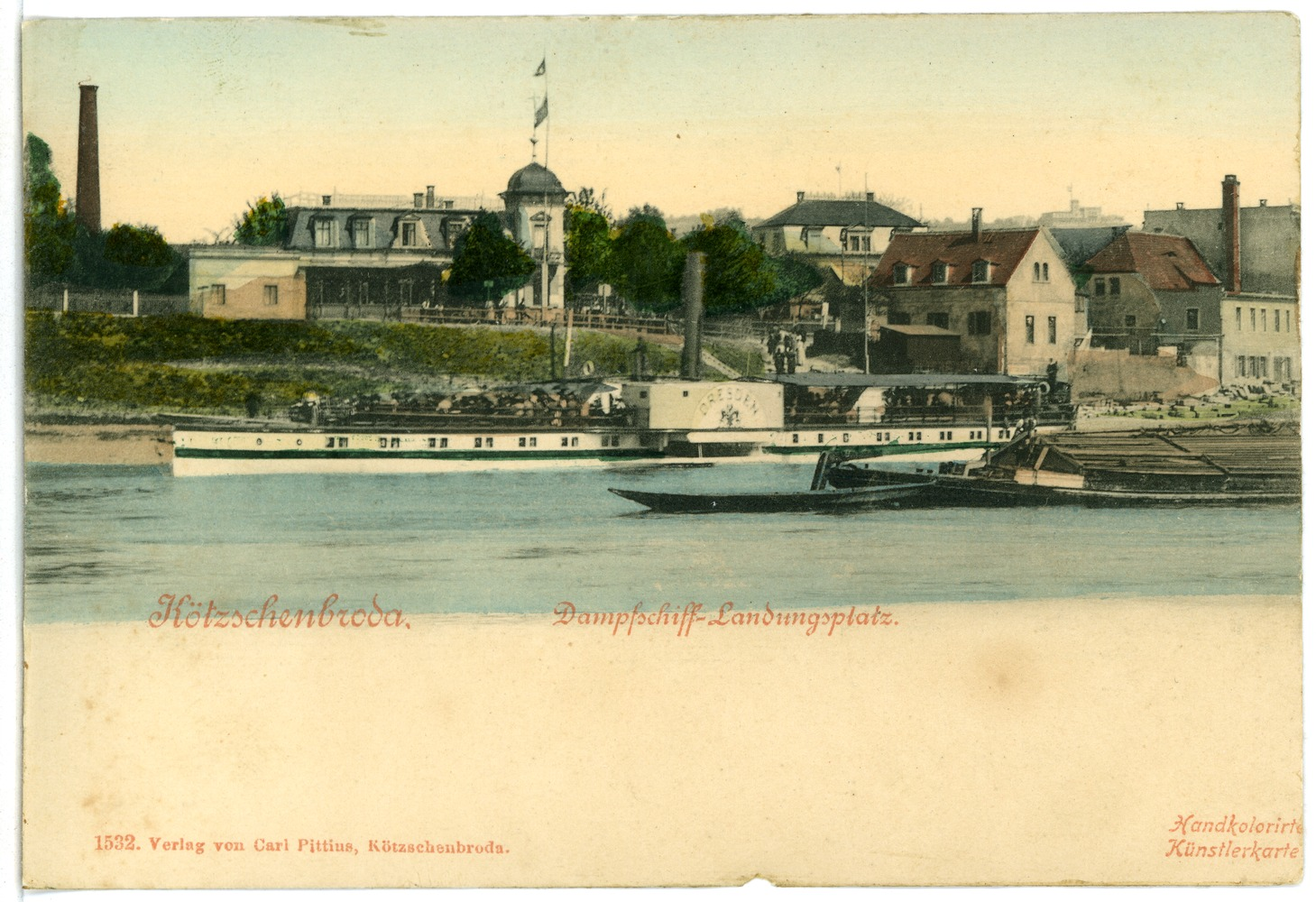
Dampfschiff-Anleger in Kötzschenbroda im Jahr 1901: Am Anleger die damalige Dresden (heute PD Stadt Wehlen); oben links die Restauration „Zum Dampfschiff“

Die Namen sind nicht fest mit den Schiffen verbunden. So wurde die Meissen, das sechste Schiff mit diesem Namen als König Albert (von dem es zwei Schiffe gab) in Dienst gestellt und hieß ab 1898 Sachsen, von der es auch drei Schiffe gab. Die Pillnitz (auch schon das dritte Schiff mit diesem Namen) wurde als Königin Carola in Dienst gestellt. Zwischen 1919 und 1927 trug sie den Namen Diesbar und zwischen 1952 und 1993 den Namen Weltfrieden. Der Name Tetschen, nach dem tschechischen Děčín, wurde 1946 in Krippen geändert. Die Schiffe mit DDR-Bezeichnungen wie Weltfrieden, Einheit, Freundschaft oder Junger Pionier wurden 1991–1994 umbenannt oder sind nicht mehr im Einsatz. Es kam aber auch vor, dass repräsentative Namen an modernere Schiffe abgetreten wurden, so trugen den Namen Dresden in früheren Zeiten gleich drei Schiffe. Eines davon wurde schon 1838 gebaut. Das heute als Stadt Wehlen bekannte Schiff wurde 1879 als Dresden gebaut und 1926 in Mühlberg umbenannt. Damit war der Name für den neuen Salondampfer, die heutige Dresden, frei. Nur wenige Schiffe, die für die Dresdner Flotte gebaut wurden, behielten ein Leben lang denselben Namen, wie die Dampfer Dresden (1926) und Leipzig (1929).
Die beiden Salonschiffe werden im Volksmund satirisch als MS Prohlis und MS Gorbitz bezeichnet, weil sie an die Bauten dieser beiden Dresdner DDR-Neubaugebiete erinnern.

## Fahrtangebot
Das Fahrtgebiet der Sächsischen Dampfschiffahrt befindet sich auf der Oberelbe und reicht von Dresden elbaufwärts durch die Sächsische Schweiz bis Bad Schandau und elbabwärts über Radebeul, Meißen bis nach Diesbar-Seußlitz. Einzelne Veranstaltungs- und Sonderfahrten führen auch darüber hinaus. Es werden dabei insgesamt 14 Anlegestellen bedient.
In der Sommersaison fahren die Schiffe nach einem festen Fahrplan. In der Hauptsaison von Anfang Mai bis Anfang Oktober verkehren täglich Schiffe als Schlösserfahrt von Dresden nach Pillnitz und zurück, außerdem in die Sächsische Schweiz und zurück. Dabei fährt ein Schiff auch ab Bad Schandau elbabwärts bis Pillnitz und wieder zurück. Mehrmals am Tag wird in Dresden eine Stadtbesichtigungsfahrt auf der Elbe angeboten. Des Weiteren fährt von Dienstag bis Sonntag ein Schiff elbabwärts bis Diesbar-Seußlitz und zurück. Abends gibt es am Wochenende eine 90-minütige Schrammsteintour ab und bis Bad Schandau ohne Unterwegshalt.
In der Nebensaison im April und Oktober finden weniger Fahrten in die Sächsischen Schweiz statt, die Fahrt Richtung Diesbar-Seußlitz entfällt. In der Wintersaison gibt es von November bis Anfang Januar Winter- und Weihnachtsfahrten als Rundfahrt ab und bis Dresden und als Schlösserfahrt nach Pillnitz und zurück. Von Januar bis März verkehren keine Schiffe.
An vielen (Feier-)Tagen gibt es Veranstaltungsfahrten ab Dresden. In der Sommersaison werden Abend-, Dixieland- und Pianofahrten angeboten sowie eine Abendbrotschifffahrt. Zu Silvester findet eine mehrstündige Sonderfahrt statt.
Das Fahrtgebiet reichte einige Zeit von Bad Schandau über Krippen, Schmilka und Hřensko durch die Böhmische Schweiz bis nach Děčín. Die Fahrten dorthin wurden vor mehreren Jahren bis nach Schmilka und später schließlich bis nach Bad Schandau eingekürzt. Seit einigen Jahren gibt es eine Veranstaltungsfahrt mehrmals jährlich von Dresden nach Děčín, allerdings ohne Zwischenhalte.
Weiterhin wird zweimal im Jahr, im April und September, die Schleusenfahrt angeboten. Start ist in Bad Schandau und es geht über Schmilka, Děčín bis nach Ústí nad Labem, um dort den Höhepunkt der Fahrt zu absolvieren. Dabei wird der Dampfer unterhalb der Burg Střekov (Schreckenstein) einmal nach oben geschleust und nach einigen Kilometern auf der gestauten Elbe wieder nach unten geschleust, bevor er nach Bad Schandau zurückkehrt. Ebenso werden Abendfahrten, Pianofahrten und eine Hafentour angeboten.
Jährliche Höhepunkte sind die Paradefahrten, jeweils von Dresden bis Nähe Pillnitz und zurück. Dies sind die Flottenparade aller Dampfschiffe und Salonschiffe am 1. Mai, das Riverboat-Shuffle mit allen Dampf- und Salonschiffen mit Livemusik zum Dixieland-Festival Mitte Mai sowie die Dampferparade in der zweiten August-Hälfte zum Dampfschiff-Fest und dem gleichzeitig stattfindenden Dresdner Stadtfest. An diesen Tagen gelten Sonderfahrpläne. Das erste Dampfschiff-Fest fand im August 1999 statt.